# Veglia (città)
Veglia (in croato Krk, pronuncia [kr̩k]; in dalmatico Vekla) è una città di 6 243 abitanti della Croazia, situata sulla costa meridionale dell'omonima isola di Veglia, nel golfo del Quarnaro. Dista 25 chilometri dal ponte che collega l'isola alla terraferma ed è sede di una diocesi cattolica.
Veglia è il centro storico, politico-amministrativo, economico e religioso dell'isola. Il santo patrono della città è san Quirino di Siscia.
In città sopravvisse fino alla fine del XIX secolo l'uso dell'autoctona ed antica parlata romanza dalmatica, nella sua variante settentrionale detta appunto vegliotto o veclisano. L'ultimo parlante è stato Antonio Udina, morto alla fine dell' '800.

## Storia
La cittadina di Veglia è una delle più vecchie città dell'omonima isola, nonché storicamente il centro principale. Il suo sviluppo risale all'epoca dei liburni, dei romani e proseguendo poi con i bizantini, mentre dal XII secolo divenne la sede dei conti di Veglia Frangipani. Veglia insieme all'isola passarono nel 1480 alla Repubblica di Venezia fino al 1797, poi sotto l'Impero asburgico fino al 1918, con in mezzo un breve periodo sotto la dominazione francese durato fino al 1815. Al termine della prima guerra mondiale, esclusa dal Patto di Londra, con il trattato di Rapallo l'isola entrò a far parte del Regno di Jugoslavia e dopo la seconda guerra mondiale della Repubblica Socialista di Croazia nell'ambito della Repubblica Federativa Popolare di Jugoslavia. Dal 1991 con la dissoluzione della Jugoslavia Veglia fa parte del nuovo stato croato.

## Monumenti e luoghi d'interesse

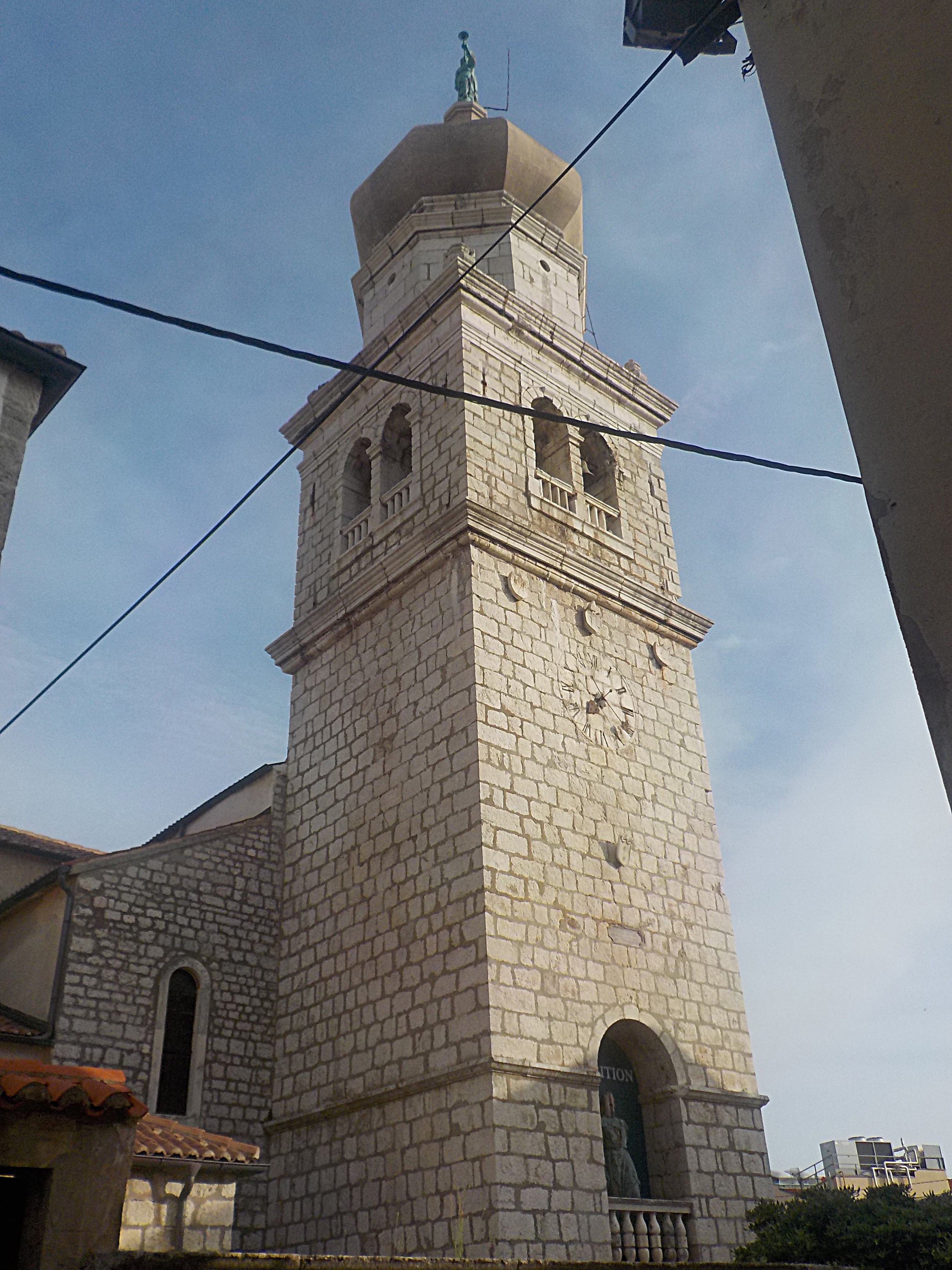
Campanile della cattedrale di Veglia

La cattedrale di Veglia è il monumento più rappresentativo della cittadina. Si tratta di una basilica paleocristiana a tre navate facente parte di un complesso più grande, che comprende la chiesa romanica di San Quirino (XII secolo), il campanile (XVI secolo), la cappella di Santa Barbara, un battistero paleocristiano e un'abside.
- Castello dei Frankopani, ha una torre del 1191.

## Società

### La presenza autoctona di italiani
È presente una comunità di italiani autoctoni che rappresentano una minoranza residuale di quelle popolazioni italofone che abitarono per secoli la penisola dell'Istria e le coste e le isole del Quarnaro e della Dalmazia, territori che appartennero alla Repubblica di Venezia. La presenza degli italiani a Veglia è drasticamente diminuita in seguito all'esodo giuliano dalmata, che avvenne dopo la seconda guerra mondiale e che fu anche cagionato dai "massacri delle foibe".
Verso la fine del XIX secolo l'isola era a netta maggioranza croata, anche se viveva in loco anche una minoranza italofona. Gli italiani costituivano la maggioranza della popolazione del centro abitato di Veglia e di Barusici. Una cospicua minoranza italiana era presente anche a Malinsca e Bogovich (rispettivamente 11,56% e 5,61% della popolazione nel 1880). Al termine della prima guerra mondiale, la cittadina vegliota, così come il resto dell’isola, fu occupata dalle truppe italiane per poi essere annessa successivamente nel 1919 al Regno di Jugoslavia. Nonostante l’annessione, gli italiani di Veglia non abbandonarono la città, contrariamente agli altri centri della Dalmazia annessi al Regno jugoslavo e in grande maggioranza, decisero di optare per la cittadinanza italiana. Uno dei primi atti del nuovo governo jugoslavo fu lo scioglimento della giunta comunale della città di Veglia. Il Comune venne commissariato e venne occupata con la forza la scuola italiana (che riaprì nel 1923). L'amministrazione jugoslava stabilì restrizioni, tra cui l’adozione della lingua croata nell'emanazione degli atti d'ufficio del comune di Veglia.
Il censimento degli italiani all'estero del 1927 confermò l'esistenza di ben 1.162 italiani optanti a Veglia città. Alcuni di questi italiani scelsero di emigrare in Italia, ma la larga parte decise di restare anche sotto il dominio jugoslavo. La città rimase a maggioranza italiana fino all'esodo successivo alla seconda guerra mondiale. La prima associazione italiana a Veglia era il Circolo Italiano di Cultura, con una settantina di soci, fra i quali vi erano le principali famiglie italiane del luogo (Braùt, Maracich, Depicolzuane, Ostrogovich, Udina, Morich, Giurina e Fiorentin). Altra istituzione comunitaria era la chiesa di San Quirino, patrono cittadino, riservata all'elemento italiano.
Nel 1945 essi erano ridotti ormai solo alla metà circa degli abitanti della cittadina e nel periodo successivo si ridussero drasticamente fino quasi a scomparire. Dal censimento del 2011 risulta esistente una minoranza autoctona di madrelingua italiana composta 33 veglioti, pari allo 0,53%, riuniti nella locale Comunità degli Italiani di Veglia che aderisce all'Unione Italiana.

### Lingue e dialetti
| %      | Ripartizione linguistica (gruppi principali) |
| ------ | -------------------------------------------- |
| 95,92% | madrelingua croata                           |
| 0,58%  | madrelingua italiana                         |
| 1,00%  | madrelingua albanese                         |

| %      | Ripartizione linguistica (gruppi principali) |
| ------ | -------------------------------------------- |
| 1,00%  | madrelingua bosniaca                         |
| 94,40% | madrelingua croata                           |
| 0,53%  | madrelingua italiana                         |
| 1,39%  | madrelingua albanese                         |

## Geografia antropica

### Località
La città di Veglia è divisa in 15 insediamenti (naselja) di seguito elencati. Tra parentesi il nome in lingua italiana, spesso desueto.
- Bajčići (Baicici)
- Brzac (Bersaz)
- Brusići (Brussi)
- Kornić (Cornicchia)
- Krk (Veglia), sede comunale
- Lakmartin (Lagomartino)
- Linardići (Puterno)
- Milohnići (San Niccolò)
- Muraj (Valdimaùr o Murai di Veglia)
- Nenadići (Nenadici)
- Poljica (Poglizza dei Morlacchi)
- Pinezići (Santa Fosca o Pinesi)
- Skrbčići (Scherbe)
- Vrh (Monte di Veglia)
- Žgaljići (Sgallicchio)